# Lauren Colthorpe
Lauren Elisabeth Colthorpe (* 25. Oktober 1985 in Newcastle, New South Wales) ist eine ehemalige australische Fußballspielerin. 

## Karriere

### Vereine
Zuletzt als Angehörige des Australian Institute of Sport zu Northern New South Wales Pride gelangt, spielte sie für diesen Verein bis ins Jahr 2006 das erste Mal im Seniorinnenbereich Fußball; anschließend eine Saison lang für die New South Wales Sapphires.
In der Premierensaison der W-League, 2008/09, war sie für den Queensland Roar FC in der höchsten Spielklasse im australischen Frauenfußball aktiv. Mit vier Toren in neun Punktspielen hatte sie Anteil am errungenen ersten Platz zum Abschluss der regulären Saison sowie in zwei Spielen in der Ausscheidungsrunde der vier bestplatzierten Mannschaften aus der regulären Saison um die erste australische Meisterschaft. Im Halbfinale bezwang sie mit ihrer Mannschaft den Sydney FC mit 5:4 im Elfmeterschießen, nachdem nach 120 Minuten mit 1:1 kein Sieger feststand. Im anschließenden Finale am 17. Januar 2009 in Brisbane wurde Canberra United FC mit 2:0 bezwungen.
In der saisonfreien Zeit war es ihr möglich in Europa weiterhin dem Fußballsport nachzugehen. Von März bis Ende September 2009 spielte sie für den dänischen Erstligisten Fortuna Hjørring. Ihr erstes von neun Punktspielen bestritt sie am 5. April 2009 und hatte an der am Spielzeitende errungenen Meisterschaft Anteil.
Nach Australien zurückgekehrt und mit der im Jahr 2009 einhergegangenen Namensänderung, kam sie nunmehr für den Brisbane Roar FC ein zweites Mal in der W-League zu Punktspielen. Mit Saisonstart am 3. Oktober bis zum 5. Dezember (10. Spieltag) wurde sie in sieben Punktspielen der regulären Saison berücksichtigt, wie auch in den beiden Meisterschaft-Playoff-Spielen. Nachdem sie mit ihrer Mannschaft als 1:0-Sieger bei den Central Coast Mariners erneut ins Finale eingezogen war, endete dieses gegen den Sydney FC mit der 2:3-Niederlage. In der saisonfreien Zeit gehörte sie ein zweites Mal Fortuna Hjørring an, für den sie mit Saisonstart am 8. August bis zum 21. November 2010 (13. Spieltag) in neun Punktspielen Berücksichtigung fand und sich dafür mit zwei Toren bedankte.
Mit ihrer Rückkehr nach Australien, kam sie am 4. Dezember 2010 (5. Spieltag) zu ihrem ersten von elf regulären Saisonspielen. Erneut in den Play-offs eingesetzt und sich dem Ende ihrer Spielerkarriere bewusst, gewann sie am 12. Februar 2011 mit dem 2:1-Finalsieg über den Sydney FC ihre zweite Meisterschaft.

### Nationalmannschaft
Colthorpe kam zunächst in der U19-Nationalmannschaft zu Länderspielen, drei davon bestritt sie bei ihrer Teilnahme an der vom 10. bis 27. November 2004 in Thailand ausgetragenen Weltmeisterschaft. Sie wurde in den ersten beiden Spielen der Gruppe A sowie bei der 0:2-Viertelfinalniederlage gegen die US-amerikanische U19-Nationalmannschaft am 21. November in Chiang Mai eingesetzt.
Zu ihren 51 A-Länderspielen, von denen sie ihr erstes am 28. November 2005 auf dem Mingara Sportsground in Tumbi Umbi (New South Wales) beim 3:1-Sieg im Freundschaftsspiel gegen die Nationalmannschaft Chinas bestritt, zählen u. a. insgesamt sieben bei ihren drei Teilnahmen am Turnier um den Peace Queen Cup (2006 = 2/0 2008 = 3/0 2010 = 2/0) und vier in der Olympiaqualifikation (2:0 vs. Myanmar am 21. Februar, 15:0 vs. Hongkong und 10:0 vs. Chinesisch Taipeh am 7. und 15. April, 0:2 vs. Nordkorea am 3. Juni 2007).
Sie gehörte ferner dem WM-Kader 2007 an und kam in den letzten beiden Spielen der Gruppe C sowie bei der 2:3-Viertelfinalniederlage gegen die Nationalmannschaft Brasiliens zum Einsatz, gegen die sie noch zum 2:2 in der 68. Minute den Ausgleich erzielt hatte. Zu einem weiteren WM-Endrundenspiel kam sie vier Jahre später in Deutschland beim 3:2-Sieg über die Nationalmannschaft Äquatorialguinea im zweiten Spiel der Gruppe D.
Mit der A-Nationalmannschaft nahm sie an der vom 19. bis 30. Mai 2010 in der Volksrepublik China ausgetragenen Asienmeisterschaft teil. Sie bestritt die ersten beiden Spiele der Gruppe B, das anschließende Halbfinale, das mit dem 1:0-Sieg über die Nationalmannschaft Japans gewonnen wurde, sowie das Finale gegen die Nationalmannschaft Nordkoreas, die erst im Elfmeterschießen mit 5:4 bezwungen werden konnte.
Von ihren in Freundschaft ausgetragenen Länderspielen zählt auch das gegen die Nationalmannschaft Deutschlands, das am 28. Oktober 2010 in Wolfsburg knapp mit 1:2 verloren wurde.

## Erfolge
Nationalmannschaft
- Asienmeister 2010
- Peace Queen Cup-Finalist 2010

Queensland / Brisbane Roar FC
- Australischer Meister 2009, 2011

Fortuna Hjørring
- Dänischer Meister 2009, 2010